# Milmillonario

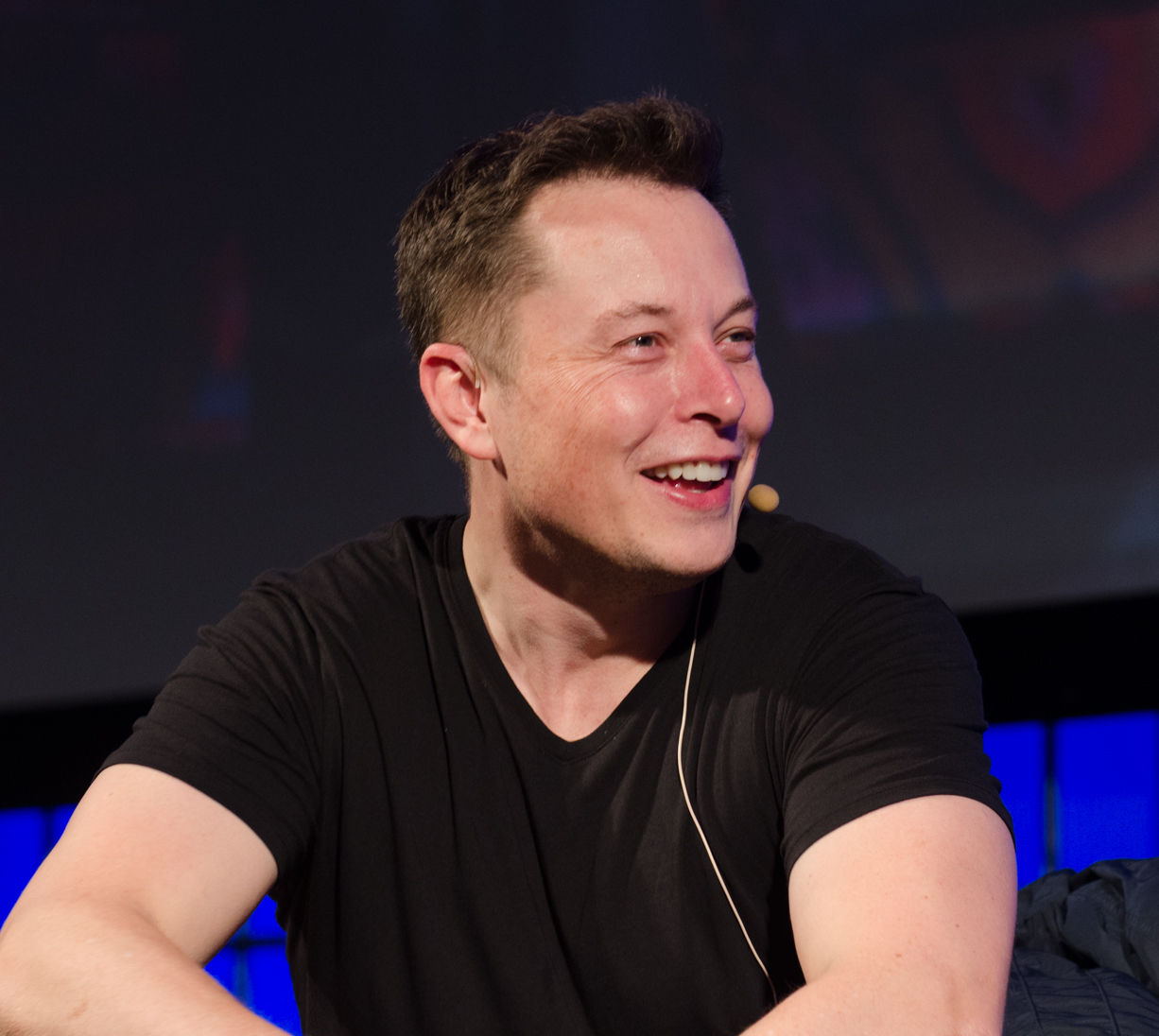
Elon Musk, un multimillonario.

Un milmillonario o multimillonario (denominado billonario en los países que usan la escala numérica corta) es una persona natural o jurídica, cuyo patrimonio neto supera los mil millones (1 000 000 000) de unidades de una divisa. Generalmente para cuantificar se utilizan como divisas el dólar estadounidense (USD), el euro (€) y la libra esterlina (£). La revista económica Forbes elabora una lista anual sobre los más ricos del mundo.

## Milmillonarios actuales
Según el último reporte de Forbes, publicado en marzo de 2024, existen 2781 milmillonarios (en dólares estadounidenses) alrededor del mundo, presumiéndose un patrimonio neto acumulado en conjunto de $14.2 billones. Entre los cinco países con mayor cantidad de milmillonarios, Estados Unidos posee el mayor número con 813 en total, mientras que China en segundo lugar cuenta con 473 (incluido Hong Kong) e India con 200 milmillonarios ostenta el tercer lugar.

## Estadísticas
El siguiente es un listado acerca de los milmillonarios a nivel mundial desde 2008, basado en los listados anuales de Forbes, calculados en dólares estadounidenses.
| Año  | Número total de milmillonarios (mundial) | Suma de la riqueza de milmillonarios conocidos | Número de milmillonarios de EE. UU. | Número de milmillonarios de Rusia | Número de milmillonarios de China | Mayor fortuna individual | Cantidad de mayor patrimonio neto personal |
| ---- | ---------------------------------------- | ---------------------------------------------- | ----------------------------------- | --------------------------------- | --------------------------------- | ------------------------ | ------------------------------------------ |
| 2024 | 2781                                     | $14.2 mil millones                             | 813                                 |                                   | 473                               | Bernard Arnault          | $233 millardos                             |
| 2013 | 1426                                     | $5,4 mil millones                              | 442                                 | 110                               | 122                               | Bill Gates               | $72,7 millardos                            |
| 2012 | 1226                                     | $4,6 mil millones                              | 425                                 | 96                                | 95                                | Carlos Slim              | $73 millardos                              |
| 2011 | 1210                                     | $4,5 mil millones                              | 413                                 | 101                               | 115                               | Carlos Slim              | $74 millardos                              |
| 2010 | 1011                                     | $3,6 mil millones                              | 404 (estimado)                      | 62                                | 89                                | Carlos Slim              | $53,5 millardos                            |
| 2009 | 793                                      | $2,4 mil millones                              | 359                                 | 32                                | 28                                | Bill Gates               | $40 millardos                              |
| 2008 | 1125                                     | $4,4 mil millones                              | 470 (est.)                          | 87                                | –                                 | Warren Buffett           | $62 millardos                              |